# Surströmming
Surströmming er en traditionel svensk ret bestående af sild konserveret ved fermentering, altså en rakfisk (norrønt rakr = blød). Fermenteringen foregår ved gæring af magre sild i saltlage og varer 3 til 4 måneder. Fermenteringen udvikler forskellige typer gas, domineret af hydrogensulfid med sin karakteristiske lugt af rådne æg. Fisken giver derfor en gennemtrængede stank fra sig, og spises kun udendørs. Expressen meldte i 2006 om et tysk par, som skulle flyve hjem fra Skellefteå medbringende en surströmmingsdåse i bagagen. Overtrykket i dåsen fik den til at eksplodere, og al bagage i flyet lugtede af den gærede fisk. De to tyskere blev holdt erstatningspligtige for samtlige passagerers bagage. Dertil måtte flyet gennemgå en rengøring, som tog tre dage. 

## Oprindelse
Surströmming er en specialitet fra Norrland, der opstod, da Hansaforbundet i middelalderen standsede sit salg af salt til Sverige pga de uløste konflikter med Gustav Vasa. Den påfølgende saltmangel fik folk til at konservere strömmingen (= østersøsild) ved at gære den i stedet for at lægge den i salt. Under gæringen dannes eddikesyre, mælkesyre og smørsyre, der sænker pH-værdien og dermed forlænger fiskens holdbarhed.  Til gengæld regnes den blandt verdens mest ildelugtende madretter. 

## Tilberedning
Strömming fiskes sent om foråret og ligger et par dage i en mættet saltopløsning. Så flyttes den over i en langt svagere saltopløsning, omkring 17 %, i tønder med låg. Tidligere blev tønderne rullet ud i solen for at få temperaturen op, så der kom gang i fermenteringen; men i dag benytter man rum med termostatstyret temperatur. Silden gærer i 3-4 uger og pakkes derefter i dåser, hvor gæringen fortsætter.

## Sundhed
To japanske forskere tog en dåse surströmming med hjem og dyrkede bakterierne i fisken. De fandt en række halofiler (saltelskende bakterier), som inde i dåsen gærede kulhydraterne til forskellige syrer. Denne surhed fortrænger andre, farlige bakterier.
Det svenske Livsmedelsverket (omtrent svarende til Fødevarestyrelsen i Danmark) har påvist, at stafylokokker og clostridier ikke kan overleve i dåserne. 

## Forbud
Ledelsen ved Arlanda Lufthavn nedlagde i 2006 forbud mod flyfragt af surströmming. Det skyldes faren for at gæringsprocessen kan få dåserne til at eksplodere.